# 1799 في فرنسا
فيما يلي قوائم الأحداث التي وقعت خلال عام 1799 في فرنسا.

## أحداث
- 9 نوفمبر – انقلاب 18 برومير

## سياسة

### تعيين في المنصب
- 10 نوفمبر – نابليون الأول القنصل الأول  [لغات أخرى]‏.
- 12 نوفمبر – بيير لابلاس وزير الداخلية.

### انتهاء فترة المنصب
- 25 ديسمبر – بيير لابلاس وزير الداخلية.

## مواليد

### فبراير
- 11 فبراير – باسل مورو كهنوت فرنسي.

### مايو
- 20 مايو – أونوريه دي بلزاك كاتب فرنسي.

### يوليو
- 4 يوليو – أوسكار الأول ملك السويد

### أغسطس
- 11 أغسطس – خواكيم باراند، (ت 5 أكتوبر 1883) جيولوجي وعالم أحياء قديمة فرنسي.

### سبتمبر
- 19 سبتمبر – رينيه كاييه مستكشف فرنسي.

### أكتوبر
- 12 أكتوبر – فيليكس إدوارد غيران-منفيل

## وفيات

### فبراير
- 6 فبراير – إتيان لويس بوليه (مواليد 1728) مهندس معماري فرنسي.
- 20 فبراير – جان شارل دي بوردا (مواليد 1733)

### أبريل
- 3 أبريل – بيير شارل لومونييه (مواليد 1715) عالم فلك فرنسي.

### مايو
- 18 مايو – بيير أوجستن كارون دي بومارشيه (مواليد 1732)

### ديسمبر
- 6 ديسمبر – جوزيف بلاك (مواليد 1728) كيميائي بريطاني.